# Gentianella transalaica
Gentianella transalaica är en gentianaväxtart som först beskrevs av M.G. Pachomova och Tajdshan., och fick sitt nu gällande namn av S.K. Czerepanov. Gentianella transalaica ingår i släktet gentianellor, och familjen gentianaväxter. Inga underarter finns listade i Catalogue of Life.